# Erèsids
Els erèsids (Eresidae) són una família d'aranyes araneomorfes. Fou descrita per primera vegada per Carl Ludwig Koch l'any 1845 com apareix citat per Berendt.
En anglès s'anomenen velvet spiders (aranyes de vellut) per la seva aparença. Són aranyes entelegines, és a dir que la femella té una placa genital a l'abdomen, amb vuit ulls, i que construeixen unes teranyines desordenades. Amb l'excepció del gènere Wajane, són cribel·lades.
Algunes espècies són molt sociables, i per a ser comparades amb alguns insectes socials tan sols els manca un sistema de castes amb individus especialitzats i una reina. Cooperen en la cria de les niuades, a diferència de la major part de les aranyes, amb l'excepció d'alguns agelènids africans, com els del gènere Agelena i alguns d'altres.

## Sistemàtica
Segons el World Spider Catalog amb data de 16 de febrer de 2019, aquesta família té reconeguts 9 gèneres i 99 espècies. Els canvis dels darrers anys no són grans, ja que el 29 de novembre de 2006 hi havia reconeguts 10 gèneres i 102 espècies. Es troben fonamentalment per tot Europa, Àfrica i una gran part d'Àsia. A Amèrica només s'han localitzat al Brasil.
- Adonea Simon, 1873 — Mediterrani
- Dorceus C. L. Koch, 1846 — Àfrica
- Dresserus Simon, 1876 — Àfrica
- Eresus Walckenaer, 1805 — Paleàrtic fins als Marroc
- Gandanameno Lehtinen, 1967 — Àfrica.[3]
- Loureedia Miller et al., 2012 - Israel
- Paradonea Lawrence, 1968 — Àfrica
- Seothyra Purcell, 1903 — Àfrica
- Stegodyphus Simon, 1873 — Àfrica, Madagascar, Brasil, Euràsia

### Superfamília Eresoidea
Els erèsids havien format part de la superfamília dels eresoïdeus (Eresoidea), juntament amb els hersílids i ecòbids. Les aranyes, tradicionalment, havien estat classificades en famílies que van ser agrupades en superfamílies. Quan es van aplicar anàlisis més rigorosos, com la cladística, es va fer evident que la major part de les principals agrupacions utilitzades durant el segle XX no eren compatibles amb les noves dades. Actualment, els llistats d'aranyes, com ara el World Spider Catalog, ja ignoren la classificació de superfamílies.